# Kuk Sool Won
 (avril 2019).
Si vous disposez d'ouvrages ou d'articles de référence ou si vous connaissez des sites web de qualité traitant du thème abordé ici, merci de compléter l'article en donnant les références utiles à sa vérifiabilité et en les liant à la section « Notes et références ».
Le Kuk Sool Won est un art martial créé en Corée en 1961 par Kuk Sa Nim. Celui-ci s'installa en 1974 aux États-Unis, avec l'aide de Kenneth Duncan, son premier élève américain. Après divers séjours à travers le pays, il établit le siège de la nouvelle association mondiale de Kuk Sool à San Francisco, Californie, en février 1975.
En octobre 1991, l'École du siège de l'association mondiale de Kuk Sool déménage de San Francisco à Houston, au Texas. Ce déménagement résulte de la prolifération rapide des clubs et des écoles de Kuk Sool Won à travers les États-Unis, Kuk Sa Nim pensant qu'un lieu central serait plus commode pour les instructeurs et les étudiants de Kuk Sool Won partout aux États-Unis et au Canada, permettant ainsi l'accès à la formation à l'École du siège national. En 1992, le Kuk Sool Won comptait déjà près de 100 écoles aux États-Unis.
Fondateur du Kuk Sool Won, Kuk Sa Nim continue à voyager activement aux États-Unis et à l'étranger pour le promouvoir, ainsi que les arts martiaux traditionnels coréens.